# Watu Pawon
Watu Pawon is een bestuurslaag in het regentschap Grobogan van de provincie Midden-Java, Indonesië. Watu Pawon telt 1515 inwoners (volkstelling 2010).